# Замок Кара Беюк-ханым
Замок Кара Беюк-ханым (азерб. Qara Böyük Xanım bürcü) — замок дочери Ибрагим-хана, один из двух сохранившихся до наших дней шушинских замков (второй — замок Панах Али-хана). Надпись над проёмом входа в замок Кара Беюк-ханым гласит, что он был построен в 1182 году по хиджре (1768 год).
Распоряжением Кабинета министров Азербайджанской Республики от 2 августа 2001 года замок взят под охрану государства как архитектурный памятник национального значения (инв № 339).

## История
Для подавляющего большинства городов феодального периода было характерно наличие укреплённых цитаделей, сооружённых в пределах города, на естественно защищённых возвышенностях. В этих цитаделях, представлявших собой архитектурно-планировочную доминанту вновь создававшихся городов, размещались дворцовый комплекс, укрепления и другие сооружения, предназначенных для обслуживания правителя и обеспечения его безопасности. На территории современного Азербайджана в XVI—XVIII веках цитадель правителей называли Ичери гала (внутренняя крепость), иногда Бала Гала (малая крепость) или Арк (как например, называлась цитадель Тебриза).
Обычно строительство феодального города начиналось с возведения цитадели правителя. При строительстве же Шуши в силу своеобразных и стратегических выгодных качеств Шушинского плато, строительство замков, в том числе и замка самого Панахали хана, велось одновременно с возведением оборонительных стен крепости. По сведениям Мирза Адыгёзал бека, в период правления Панахали хана в Шуше для членов ханской семьи был построены «просторные дома и высокие дворцы».
До наших дней дошли лишь два замка, расположенные в юго-восточной части Шуши. Один из них – это замок Кара Беюк-ханым, стоящий на холме, второй – замок Панахали хана, который стоит у края обрыва, над глубоким оврагом.

## Архитектурные особенности
Своеобразие архитектуры замков в Шушинской крепости привлекало внимание путешественников и гостей города. Например, в середине XIX в газете «Кавказ» отмечалось:
Среди разнообразных домов и жилых построек города сразу бросаются в глаза замки, где живут члены ханской семьи: они неповторимы. Они окружены высокими стенами с круглыми башнями по углам.
Ориентируясь на недатированный генплан, можно сделать вывод, что почти все шушинские замки имели одинаковую конфигурацию: прямоугольные в плане, они были обнесены со всех четырёх сторон оборонительными стенами, по углам которых стояли трёхчетвертные башни. С внутренней стороны к этим стенам пристраивались помещения, служившие жильём обитателям замков. Объёмно-пространственное и планировочное решение шушинских замков было создано под влиянием архитектуры Шахбулагского замка.
Главные входы этих замков, обращённые на север, как и в Шахбулагском замке, были защищены от прямого подхода выдвинутыми наружу призматическими надвратными башнями с Г-образными проходами.
Входящие в дворцовый комплекс одноэтажные жилые и хозяйственные помещения расположены по внутреннему периметру здания. На их крышах, на высоте 1,5 метра, в стенах замка были размещены бойницы. Таким образом, крыши жилых построек использовались как оборонительные площадки.
Хотя главный вход замка, обращённый на север, был решён так же, как и вход дворца Ибрагимхалил хана, здесь выпирающий вперёд призматический объём был двухэтажным. На втором этаже дворца жили его владелица и члены её семьи. Стены комнат и арочные потолки были украшены росписями.
Башни крепостных стен, окружающих дворцовый комплекс, были двухъярусными, и сужались по мере увеличения высоты. Башни имели куполообразное покрытие.
И потолок, и стены дворцового здания были тщательно и аккуратно сложены из хорошо обтёсанных мелких камней.